# Bari fluoride
Bari fluoride (công thức hóa học: BaF2) là một hợp chất vô cơ của bari và fluor và là một muối. Nó là một chất rắn có dạng tinh thể trong suốt. Nó tồn tại trong tự nhiên ở khoáng vật frankdicksonite.

## Cấu trúc
Chất rắn thuộc cấu trúc muối fluorit và ở áp suất cao thuộc cấu trúc PbCl2. Trong pha khí, phân tử BaF2 không thẳng hàng, có góc F–Ba–F xấp xỉ 108°. Đây là một ngoại lệ đối với lý thuyết VSEPR dự đoán cấu trúc thẳng hàng. Các tính toán ban đầu đã được trích dẫn để đề xuất rằng những tác động từ orbital d trong lớp electron phía dưới lớp electron hóa trị chịu trách nhiệm cho cấu trúc này. Một đề xuất khác là sự phân cực của lõi điện tử của nguyên tử bari tạo ra sự phân bố gần như tứ diện của điện tích tương tác với các liên kết Ba-F.